# Józef Świątek
Józef Zdzisław Świątek (zm. 22 sierpnia 2017) – polski fizyk, prof. dr hab.

## Życiorys
W 1963 ukończył studia w zakresie fizyki w Wyższej Szkole Pedagogicznej w Częstochowie, natomiast w 1972 obronił pracę doktorską pt. Własności elektryczne cienkich warstw wielkocząsteczkowych dielektryków organicznych, otrzymując doktorat, a potem otrzymał stopień doktora habilitowanego. 29 grudnia 1998 nadano mu tytuł profesora nauk fizycznych.
Objął funkcję profesora zwyczajnego i dyrektora w Instytucie Fizyki na Wydziale Matematycznym i Przyrodniczym Akademii im. Jana Długosza w Częstochowie, profesora zwyczajnego i dziekana na Wydziale Zarządzania Medycznym i Humanistycznym w Wyższej Szkole Zarządzania w Częstochowie, rektora Wyższej Szkoły Pedagogicznej w Częstochowie i członka Komitetu Krystalografii III Wydziału Nauk Matematycznych, Fizycznych i Chemicznych Polskiej Akademii Nauk.
25 sierpnia 2017 został pochowany na cmentarzu Kule w Częstochowie (kwatera 61-płd-11).